# پی‌یر بییون
پیر بییون (فرانسوی: Pierre Bayonne‎؛ زادهٔ ۱۱ ژوئن ۱۹۴۹) یک بازیکن فوتبال اهل هائیتی است.